# Киђано (Мачерата)
Киђано (итал. Chigiano) насеље је у Италији у округу Мачерата, региону Марке.
Према процени из 2011. у насељу је живело 27 становника. Насеље се налази на надморској висини од 569 м.